# Rajongemeinde Kretinga
Die Rajongemeinde Kretinga (Kretingos rajono savivaldybė) ist eine der 60 Selbstverwaltungsgemeinden, der zweitobersten Stufe der Verwaltungsgliederung Litauens. Sie liegt nur vom schmalen Gebietsstreifen der Stadtgemeinde Palanga vom Meer getrennt nahe der Ostseeküste nördlich der Hafenstadt Klaipėda und hat 45.964 Einwohner bei einer Fläche von 989 km².
Nach ihrem Gemeindesitz benannt, umfasst sie die beiden Städte Kretinga (21.460 Einw.) und Salantai (1767 Einw.), die beiden Städtchen (miesteliai) Darbėnai und Kartena sowie 196 Dörfer.

## Amtsbezirke

Amtsbezirke der Rajongemeinde Kretinga

- Darbėnai
- Imbarė (Sitz in Salantai)
- Kartena
- Kretinga Stadt
- Kretinga Land
- Kūlupėnai
- Salantai
- Vydmantai
- Žalgiris (Sitz in Raguviškiai)

## Bürgermeister
- 1995: Juozas Pelionis
- 1996–1997: Juozas Šakinis
- 2000–2003: Valerijonas Kubilius
- 2009: Juozas Mažeika
- Seit 2019: Antanas Kalnius (* 1972), LRLS

## Galerie

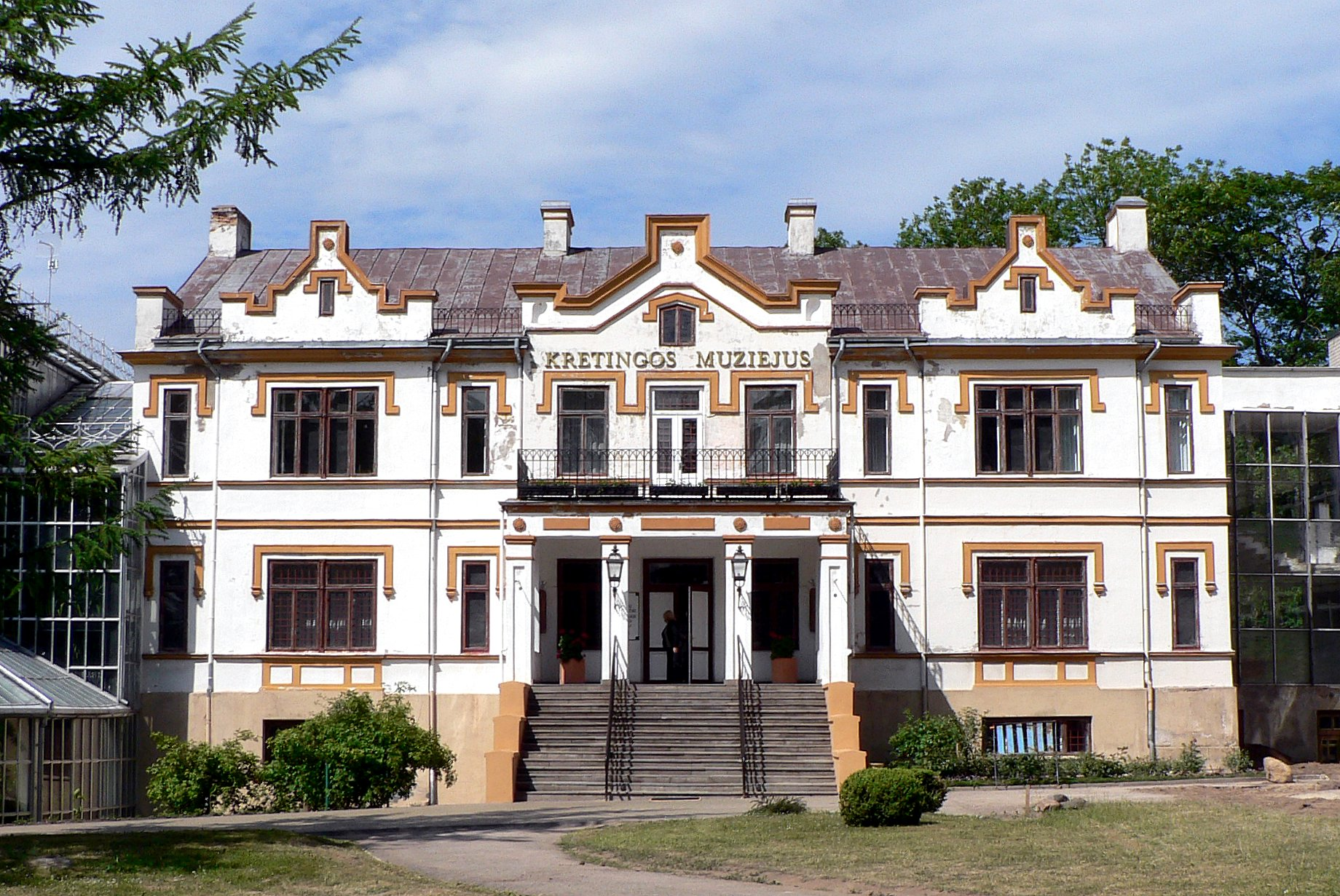
Museum von Kretinga
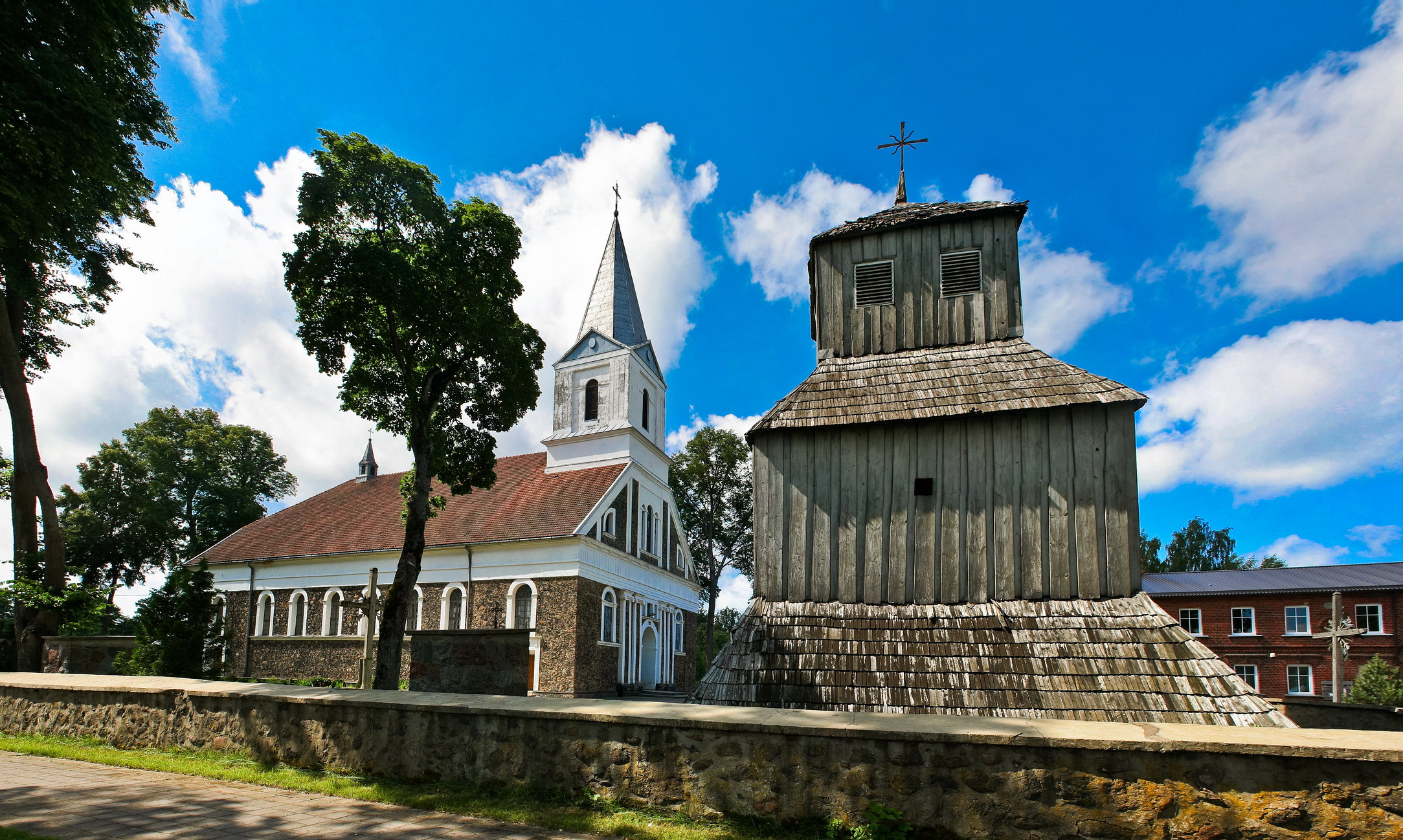
Kirche der Apostel Petrus und Paulus in Darbenai, erbaut 1838–1842, Holzturm von 1911
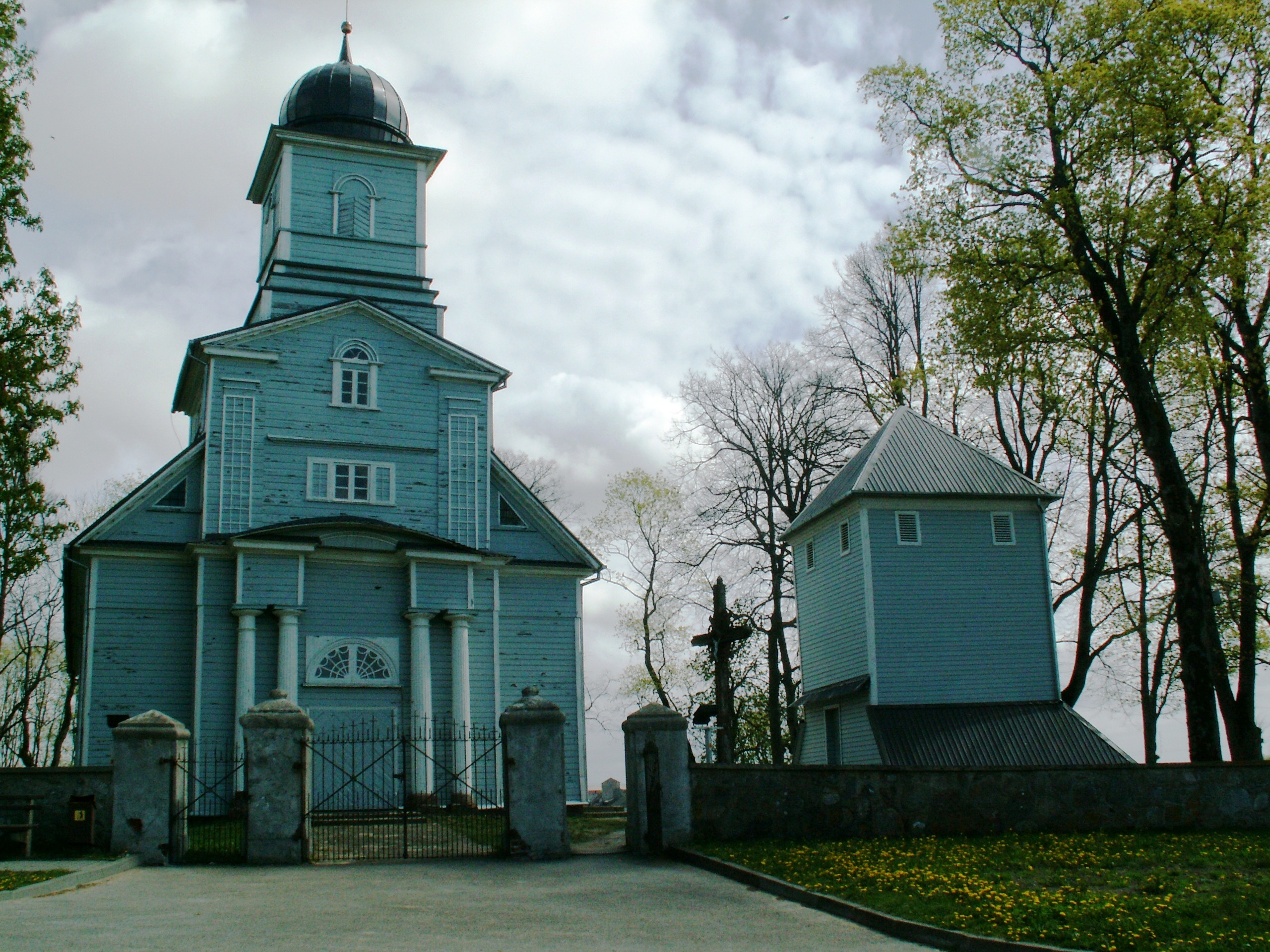
Katholische Andreaskirche in Laukžemė (Amtsbezirk Darbenai), erbaut um 1850
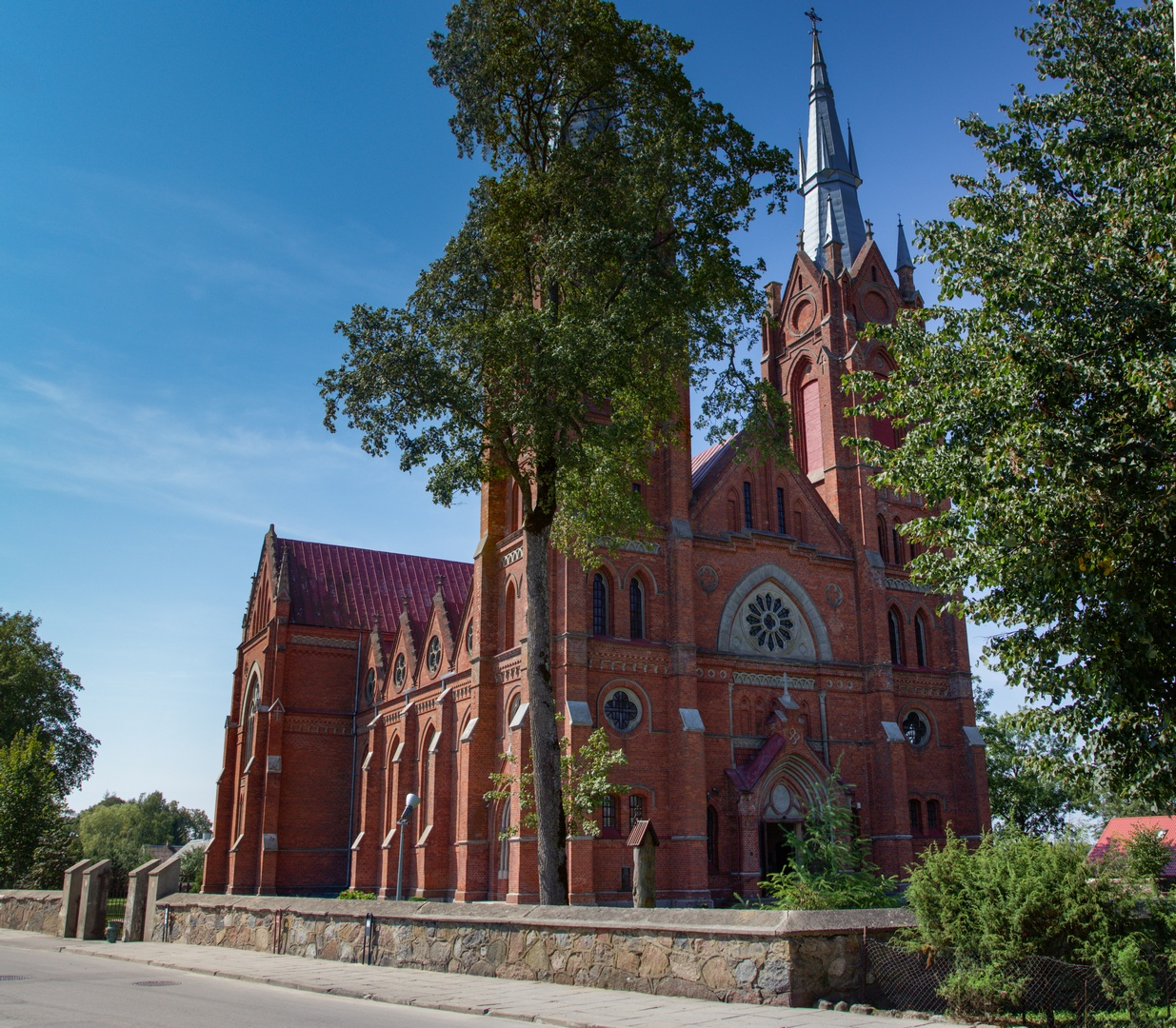
Kirche in Salantai